# BörsenNEWS.de
börsenNEWS.de ist ein deutschsprachiges Finanzportal der Markets Inside Media GmbH in Leipzig. Das Portal orientiert sich vor allem an den Informationsbedürfnissen von Privatanlegern. In den Themenschwerpunkten Aktien, Investmentfonds, Anleihen, Devisen und Derivate werden Kurs- und Performance-Daten sowie Nachrichten angeboten. Hinzu kommen Berichte aus dem allgemeinen Politik- und Wirtschaftsgeschehen, welche mit exklusiven Hintergrundberichten ergänzt werden.
Neben diversen täglichen sowie themenspezifischen Newslettern gehören auch mobile Apps für Android- bzw. iOS-Geräte zum Portfolio.
Das Internetportal BörseNEWS.de erreichte laut Informationsgemeinschaft zur Feststellung der Verbreitung von Werbeträgern im Oktober 2020 ca. 6,4 Mio., die mobilen Apps knapp 66 Mio. Seitenaufrufe.
Anfang 2018 wurde der Eigentümer von BörsenNEWS.de, die Markets Inside Media GmbH, von der wallstreet:online AG akquiriert.

## Auszeichnungen
börsenNEWS.de erhielt 2013 die Auszeichnung für die beste Website im Bereich Finanzen. Die Android-App von börsenNEWS.de wurde von Google in die Empfehlungen der Redaktion aufgenommen und die Entwickler als „Top-Entwickler“ ausgezeichnet.